# 深井夢
深井 夢（ふかい ゆめ、1995年3月14日 - ）は、日本の元女子バスケットボール選手である。ポジションはシューティングガード。

## 来歴
神奈川県出身。
茅ケ崎北陵高校でインターハイを経験し、玉川大学を経て社会人の山形銀行に加入。
2022年、山形銀行からトヨタ紡織サンシャインラビッツに移っていた福島雅人コーチからの誘いで移籍。
2023年引退。